# Zarzecze (rejon miadzielski)
Zarzecze (biał. Зарэчнае, ros. Заречное) – wieś na Białorusi, w obwodzie mińskim, w rejonie miadzielskim, w sielsowiecie Kniahinin.

## Historia
W czasach zaborów wieś  w powiecie wilejskim, w guberni wileńskiej Imperium Rosyjskiego.
W latach 1921–1945 wieś leżała w Polsce, w województwie wileńskim, w powiecie wilejskim, w gminie Krzywicze.
Według Powszechnego Spisu Ludności z 1921 roku zamieszkiwały tu 234 osoby, 4 były wyznania rzymskokatolickiego a 230 prawosławnego. Jednocześnie 119 mieszkańców  zadeklarowało polską a 115 białoruską przynależność narodową. Było tu 41 budynków mieszkalnych. W 1931 w 45 domach zamieszkiwały 273 osoby.
Wierni należeli do parafii rzymskokatolickiej w Krzywiczach i prawosławnej w Kniahininie. Miejscowość podlegała pod Sąd Grodzki w Krzywiczach i Okręgowy w Wilnie; właściwy urząd pocztowy mieścił się w Kniahininie.
W wyniku napaści ZSRR na Polskę we wrześniu 1939 miejscowość znalazła się pod okupacją sowiecką. 2 listopada została włączona do Białoruskiej SRR. Od czerwca 1941 roku pod okupacją niemiecką. W 1944 miejscowość została ponownie zajęta przez wojska sowieckie i włączona do Białoruskiej SRR.
Od 1991 w składzie niepodległej Białorusi.